# Graphium adamastor
Espèce
Graphium adamastor ou Dame blanche de Boisduval est une espèce de lépidoptères de la famille des Papilionidae, à la sous-famille des Papilioninae et au genre Graphium. L'espèce est présente en Afrique de l'Ouest et en Afrique centrale.

## Description de l'imago
Graphium adamastor est un papillon blanc et marron foncé.

## Répartition et habitat
Graphium adamastor vit en Afrique de l'Ouest et en Afrique centrale : Guinée, Sierra Leone, Liberia, Côte d'Ivoire, Ghana, Togo, Bénin, Nigéria, République centrafricaine et dans le Nord de la République démocratique du Congo.

## Systématique
Cette espèce a été décrite pour la première fois par Jean-Baptiste Alphonse Dechauffour de  Boisduval en 1836, dans son Histoire naturelle des insectes, sous le nom Papilio adamastor, à partir d'un spécimen mâle originaire de "Côte de Guinée".